# Sheriff (bokserie)
Sheriff (bokserie), bokserie utgiven av B. Wahlströms bokförlag under 1960- och 1970-talet. Serien utgjordes av westernromaner i pocketformat.
| Volym | Titel                 | Författare        | Utgivningsår |
| ----- | --------------------- | ----------------- | ------------ |
| 17    | Duellen i Mad River   | Donald Hamilton   | 1965         |
| 75    | Mannen från Yuma      | John Hunter       | 1970         |
| 89    | Chisum                | Sam Bowie         | 1972         |
| 97    | Den starkes lag       | Lou Cameron       | 1973         |
| 98    | I repets skugga       | ?                 | ?            |
| 116   | Hämnare               | Clair Huffaker    | ?            |
| 117   | Bitter hämnd          | Jackson Flynn     | 1976         |
| 118   | Ingen kommer undan    | Jackson Flynn     | 1976         |
| 119   | Desertören            | Gene Thompson     | 1976         |
| 120   | Duell i Dodge City    | Jackson Flynn     | 1976         |
| 121   | Guldjakten            | L. P. Holmes      | 1976         |
| 122   | Blodigt land          | Jackson Flynn     | ?            |
| 123   | Charro                | Harry Whittington | ?            |
| 124   | Hämnarens väg         | Will C. Knott     | 1976         |
| 125   | Landet bortom lagen   | Will C. Knott     | ?            |
| 126   | Den sista gunfightern | G. Swarthout      | ?            |
| 127   | De ska dö             | Will C. Knott     | ?            |
| 128   | De dömdas stad        | William Terry     | 1977         |
| 153   | Till varje pris       | Owen G. Irons     | 1981         |